# Barre (édifice)
Pour les articles homonymes, voir Barre.

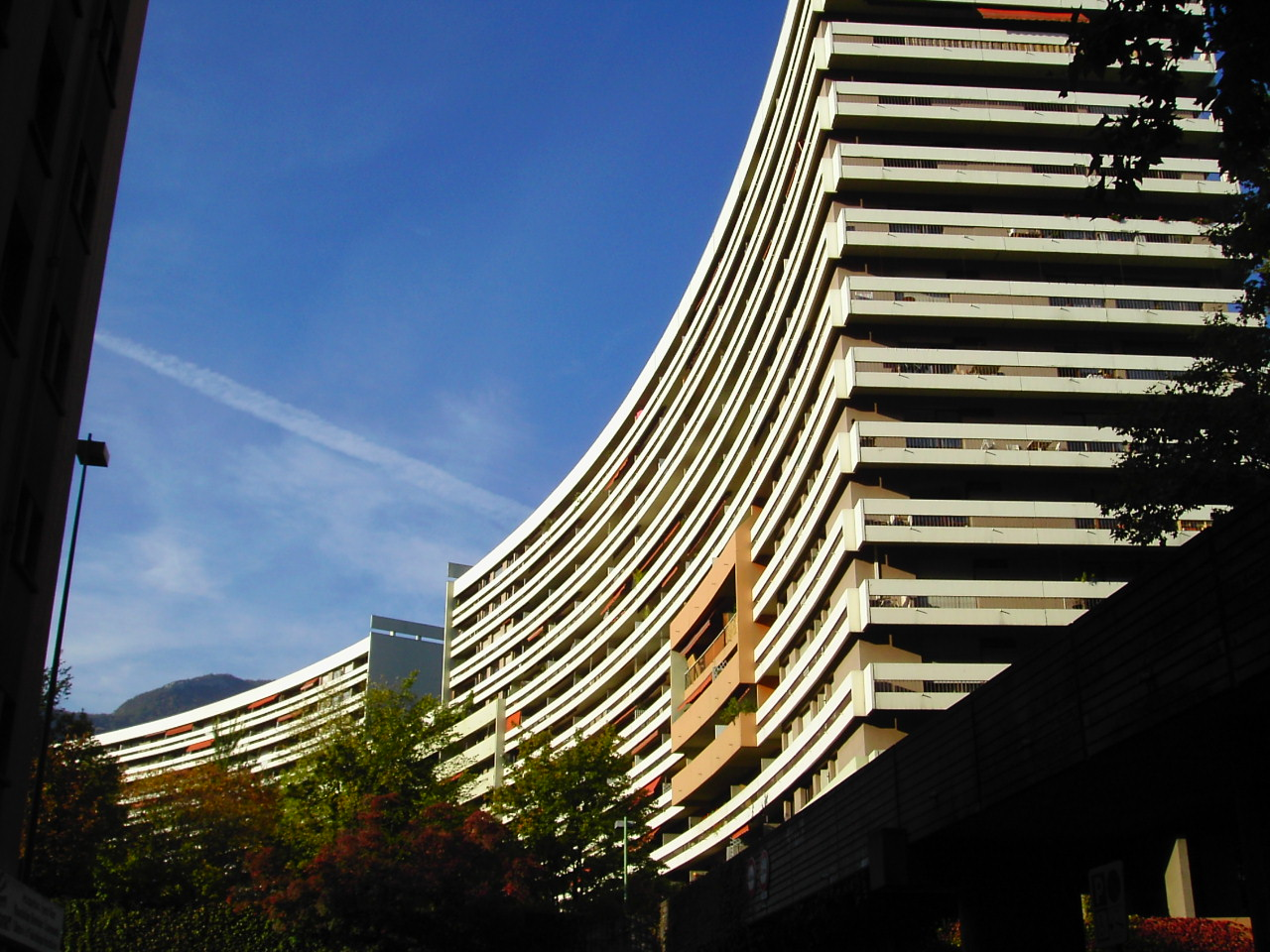
Barre incurvée du quartier Mutualité à Grenoble.

Une barre (également dénommée « barre d'immeubles ») est un édifice longitudinal. En France, ce terme est souvent associé au grand ensemble, souvent qualifié de « cité ».

## Historique
La construction des grands ensembles avec leurs tours et leurs barres sont une volonté publique architecturale datant des années 1950 et 1960 afin de loger le plus possible de citoyens, particulièrement en France, qui devait faire face à une véritable crise du logement, à la suite du baby boom et de l'arrivée des réfugiés européens venant des pays du Maghreb  et souvent dénommé sous le sobriquet de pieds noirs . Elles sont les éléments constitutifs des ZUP qui se présentent comme le pendant de zones industrielles entrainant une nouvelle organisation des transports (autoroutes et voies ferrées) et de la distribution commerciale des denrées et des fournitures (hypermarchés et centres commerciaux).

## Exemples

### En France
De nombreuses grandes agglomérations françaises et européennes ont accueilli de grandes barres d'immeubles sur leurs territoires, certains grands bâtiments étant connus sous le vocable de « muraille de Chine » par analogie, telle que la muraille de Chine de Saint-Étienne ou la muraille de Chine de Clermont-Ferrand dont la destruction est prévue pour fin 2023. 
Les secteurs du labyrinthe, du Méridien et des Radars (avec le « Serpent de mer ») de la cité de La Grande Borne située le territoire des communes de Grigny et Viry-Châtillon présente de nombreuses barres. Le site de La Rouvière à Marseille tel que « Super Rouvière » (bâtiments A, B, C, D, E) se présente également comme de vastes barres de plus de 15 étages.

### Dans les autres pays européens
En Suisse, ce type d'architecture existe notamment avec la barre du Lignon, situé à Vernier, près de Genève. Cette barre a été conçue dans les années 1960 pour accueillir un maximum de 10 000 habitants.
En Italie, à Rome, le Corviale, surnommé localement « Il Serpentone » ou « Palazzo Chilometro », mesure 957 mètres de longueur et se compose de 1 202 logements répartis verticalement sur neuf étages.

## L'avenir des barres entre démolition et rénovation
Depuis ces dernières décennies, des bailleurs souvent des collectivités, soutenues par l'État, notamment en France, ont pris la décision de démolir les barres les plus importantes, les plus anciennes, souvent les plus vétustes et considérées comme des ghettos urbains, à l'instar de la destruction de la barre HLM de 110 mètres de long, composée de 197 logements, construite à la fin des années 1960, située sur le plateau des Minguettes, à Vénissieux, près de Lyon. D'autres villes en Europe, notamment en Allemagne avec la ville de Duisbourg, procèdent à des démolitions de grandes barres d'habitation concertées.
D'autres collectivités prennent des décisions contraires en prenant la décision de rénover en profondeur certains immeubles, à l'instar d'un grand bailleur bordelais pour ses bâtiments de la cité du Grand Parc, construit dans les années 1950.

Quelques photos de diverses barres d'immeubles notables en Europe
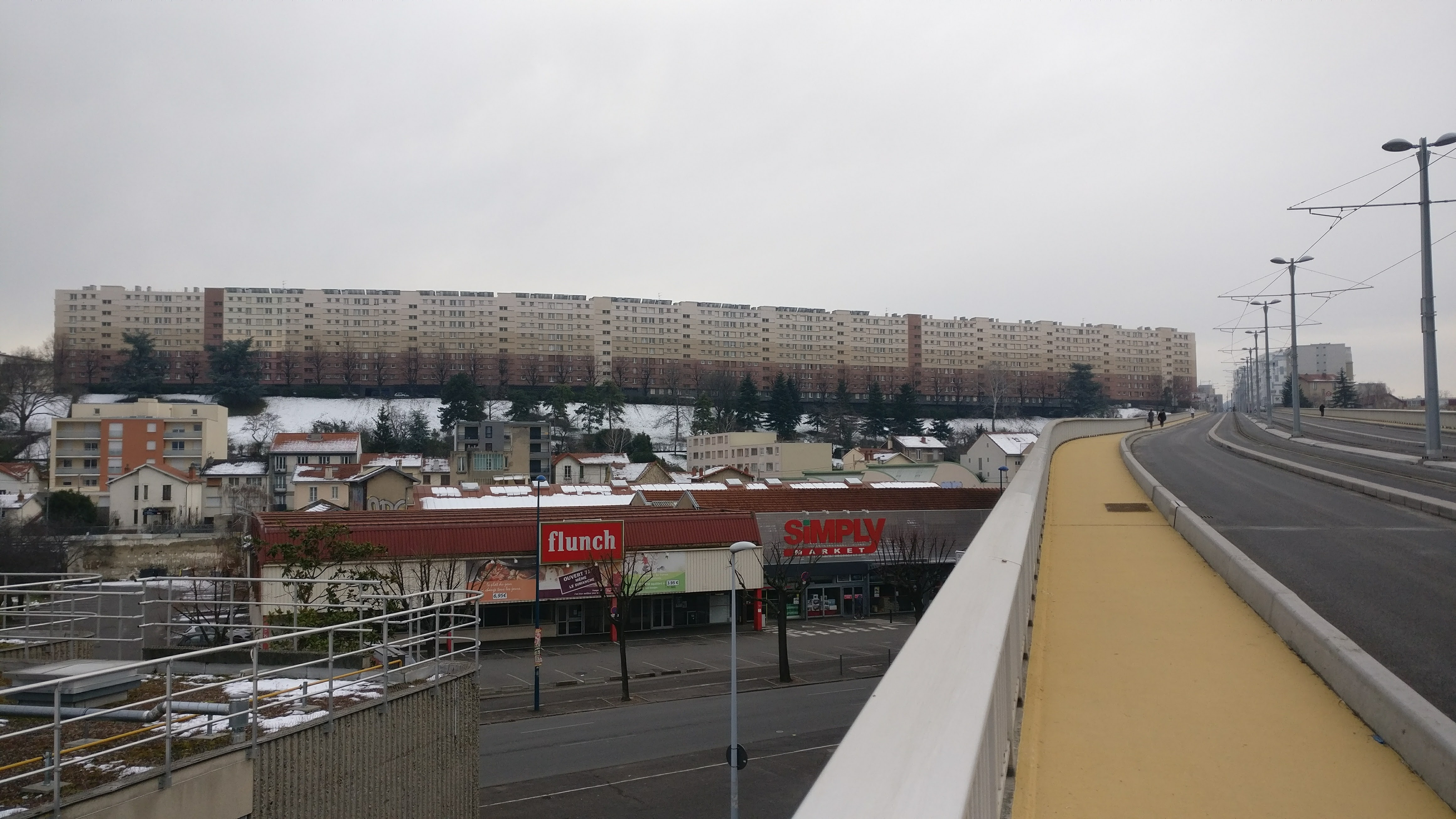
La « Muraille de Chine » à Clermont-Ferrand (Puy-de-Dôme)
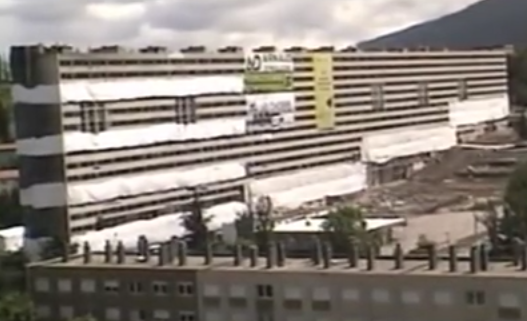
La « Muraille de Chine » à Saint-Étienne (Loire)
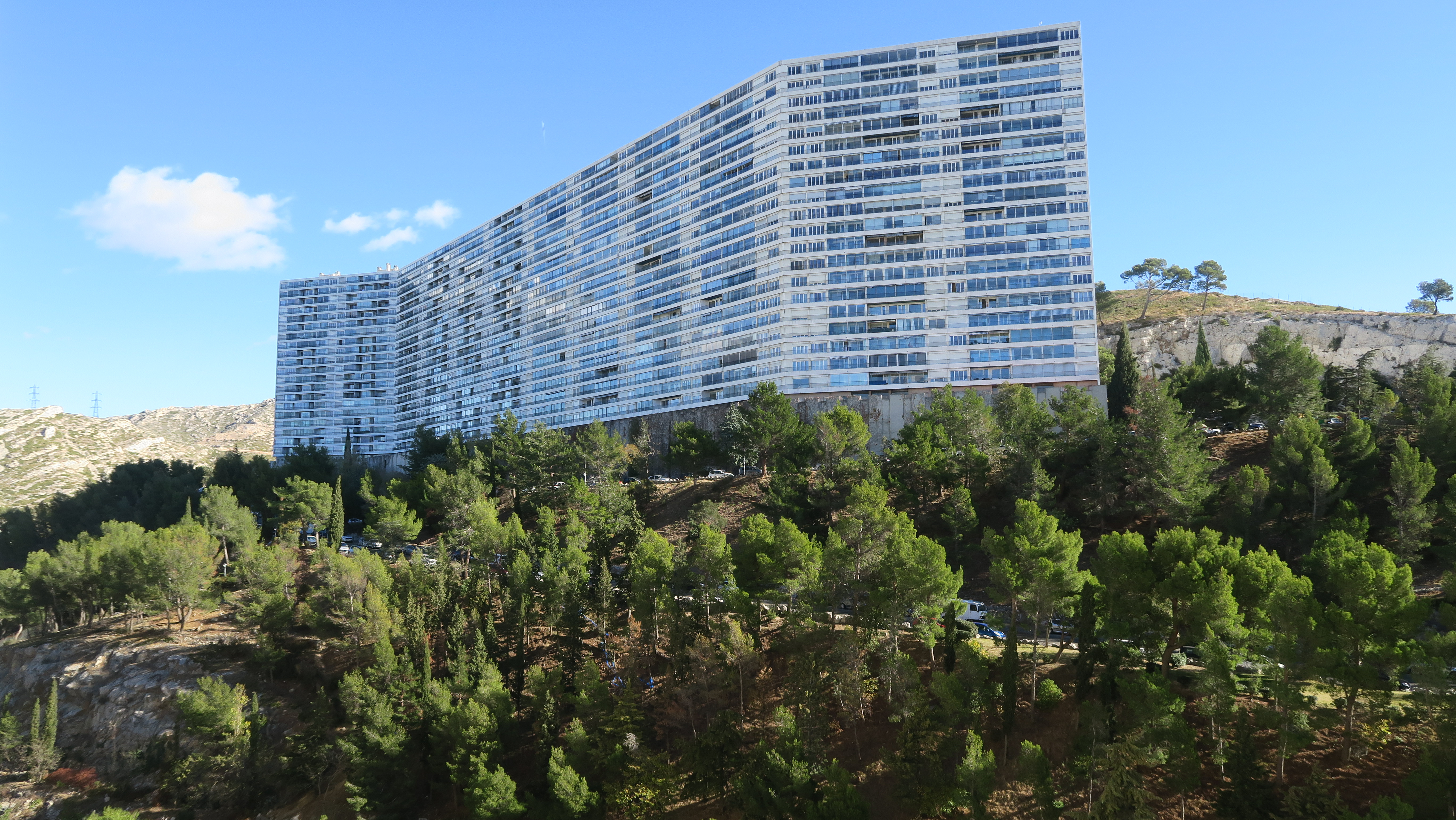
La Rouvière (Bâtiment E) à Marseille.
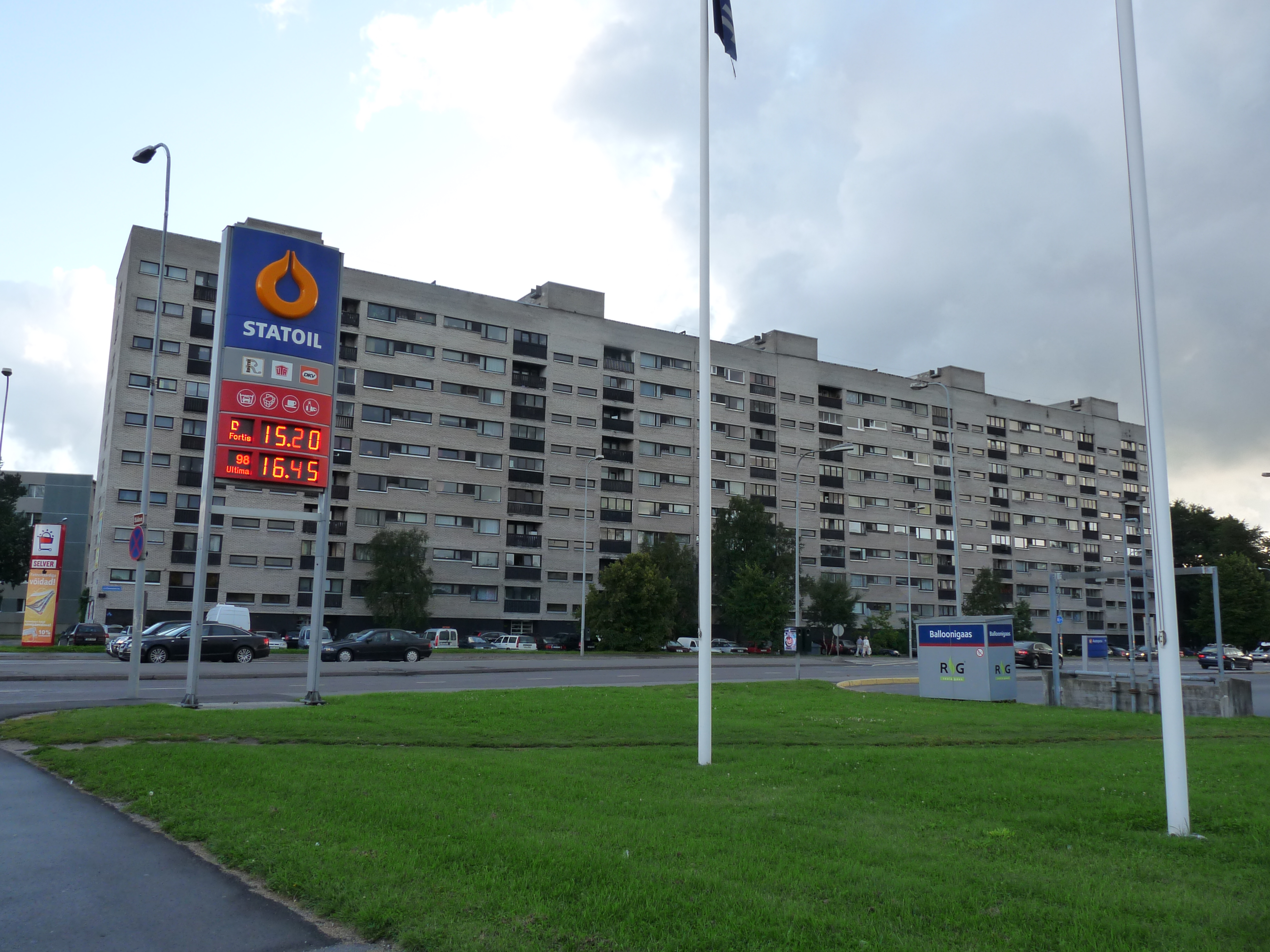
Immeuble « MicroDistrict » à Tallin (Estonie)
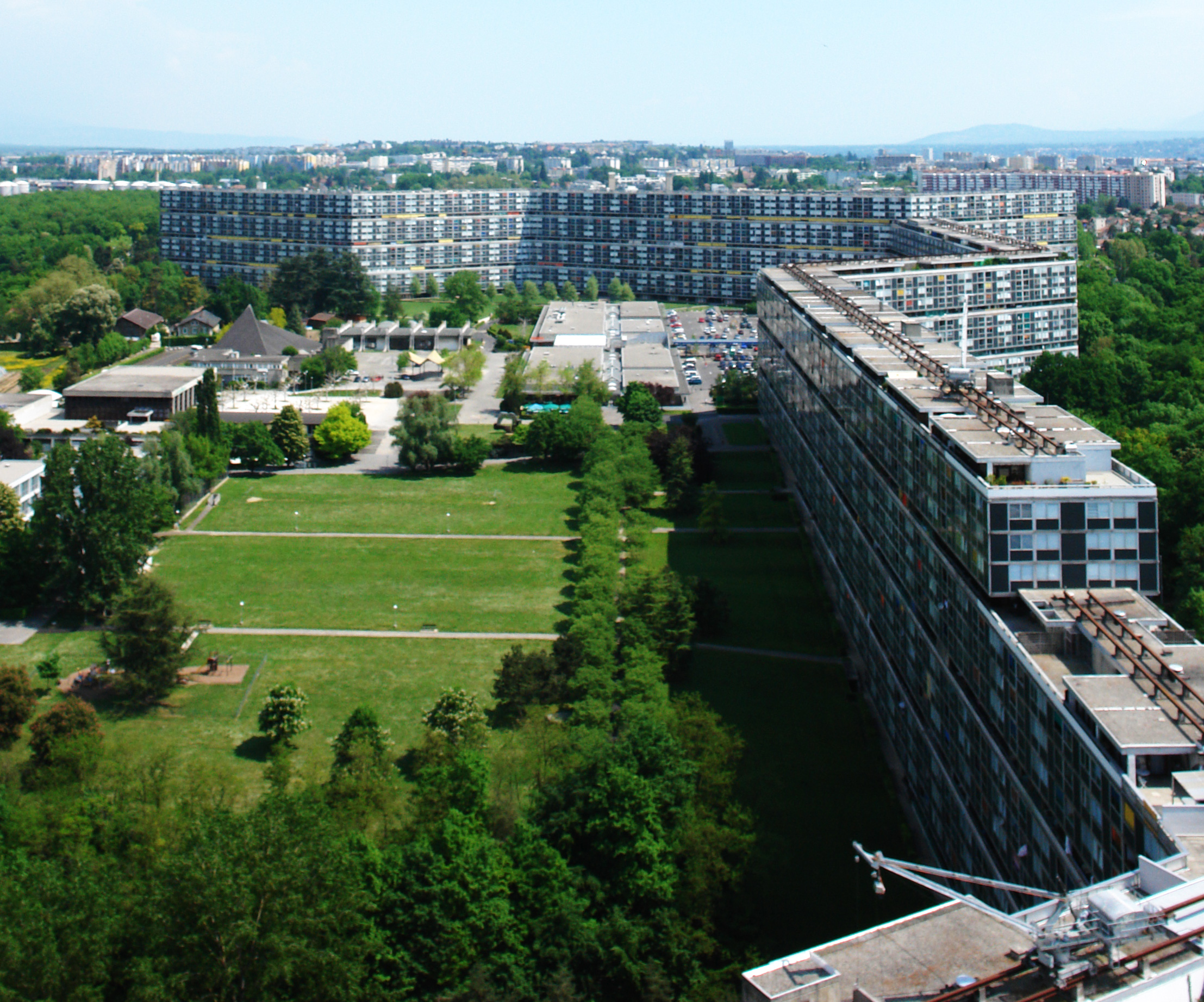
la barre du Lignon à Genève (Suisse)